# У спорті тільки дівчата (фільм)
«У спорті тільки дівчата» — російський фільм режисера Євгена Невського, який вийшов на екрани в 2014 році.

## Зміст
Сюжет фільму розгортається навколо підготовки до Олімпійських ігор російської жіночої збірної зі сноуборду. Троє 18-річних сноуборд-фрірайдерів, ховаючись від погоні, переодягаються дівчатами і здійснюють професійний спуск зі схилу. Їх майстерність помічає тренер жіночої збірної, яка, думаючи, що вони дівчата, запрошує героїв відправитися у складі збірної на тестові змагання. Можливість випробувати олімпійські траси, непогано відтягнутися і сховатися від переслідування змушує героїв прийняти єдино правильне рішення - поїхати в Сочі, де їх чекає безліч курйозних моментів, історії з шанувальниками, які несподівано з’явилися, і знайомство з дівчатами з американської команди...

## Ролі
| Актор                | Роль |
| -------------------- | ---- |
| Александр Ведменский | -    |
| Ілля Глинников       | -    |
| Олександр Головін    | -    |
| Катерина Вілкова     | -    |
| Лянка Гриу           | -    |
| Олена Чехова         | -    |
| Михайло Трухін       | -    |
| Дмитро Мухамадєєв    | -    |
| Алексей Золотовицкий | -    |
| Михайло Горевий      | -    |
| Лянка Гриу           | -    |

## Знімальна група
- Режисер — Євген Невський
- Сценарист — Олександр Карпов
- Продюсер — Глеб Фетисов, Руслан Сорокин, Олександр Цекало
- Композитор — Павло Єсенін